# 자크 루
자크 루(프랑스어: Jacques Roux: 1752년 8월 21일-1794년 2월 10일)는 프랑스 대혁명 시기에 활동했던 급진주의자 천주교 신부다. 대중민주주의와 계급 없는 사회의 이상을 내세워 파리지앵 상퀼로트들을 선동, 그들을 위험한 혁명적 세력(엔라그레)으로 조직해냈고, 그 자신은 이 대중주의 극좌파의 지도자가 되었다. 그의 급진성을 감당 못한 자코뱅당에게 위험시되어 체포되었고, 처형되기 전에 자살했다.

## 같이 보기
- 공포 정치